# Пол Епворт
Пол Річард Епворт (англ. Paul Richard Epworth; 25 липня 1974, Бішопс-Стортфорд, Хартфордшир, Англія)— англійський музикант, продюсер та автор пісень. Епворт п'ятиразовий переможець премії «Греммі» та лауреат «Оскара» за найкращу оригінальну композицію до фільму «Skyfall».

## Творчий шлях
Епворт відомий своєю співпрацею з гуртом Lomax (2002—2004 роки). Для цього гурту він створив два ремікси на композиції «Modern Life» та «Reiterator». Він також створював ремікси для U2, Goldfrapp, Nine Inch Nails P-Diddy, Simian Mobile Disco, Interpol, The Streets, Tom Vek, Death from Above 1979, Annie та Coldplay. Його дебютна робота «Sharpen the Knives» / «Worryin» вийшла на французькому лейблі Kitsuné в листопаді 2006 року. Також на початку 2006 року Епворт почав займатися музикою під псевдонімом Epic Man. Його дебютний сингл «More Is Enough» було включено до саундтреку відомої відеогри Need For Speed: Pro Street.
У 2004—2005 роках Пол Епворт випустив декілька релізів, зокрема альбом «A Certain Trigger» для гурту Maximo Park, основну частину дебютного альбому пост — панк гурту Futureheads та альбом Capture / Release для британського гурту The Rakes. Він також написав та випустив композиції для британських реперів Kano (трек «Don't Know Why») та «Plan B» (треки «No Good» і «Where You From»).
У 2008 році Епворт створив більшу частину однойменного дебютного альбому «Sparro» для англійського співака Сема Спарро (англ.) Sam Sparro). Того ж року Епворт також завершив створення більшої частини нового альбому «Intimacy» для інді — рок гурту Bloc Party.
На початку 2009 року Епворт став співавтором альбому Джека Пеньяте (англ.)Jack Peñate) — «Everything Is New» включно із синглами «Tonight's Today» та «Be the One». Він також написав і випустив треки для дебютного альбому «Lungs» гурту Florence and the Machine, включаючи сингл, що став хітом «Rabbit Heart (Raise It Up)», а також треки «Cosmic Love», «Howl», «The Hurricane Drunk», «Blinding».
Епворт також працював з музичним колективом Friendly Fires над треком «Skeleton Boy» і став продюсером синглу гурту The Big Pink — «Stop the World».
В лютому 2009 року став найкращим новачком на церемонії вручення премій «Music Producers' Guild Awards». Ще один сингл «Dominos» з The Big Pink Епворт випустив навесні 2009 року. Цього ж року було створено новий сингл Friendly Fires — «Kiss of Life».
В лютому 2010 року Епворт отримав премії «The Brit Award» та « The Music Producers' Guild Award» як продюсер року, а у квітні здобув нагороду «Music Week's Producer of the Year».
Наприкінці 2010 — на початку 2011 років Епворт випустив знаменитий хіт «Rolling in the Deep» з альбому «21» для співачки Адель (у співавторстві з нею). Для цього альбому у співавторстві із співачкою Епворт також створив треки «He Won't Go» та «I'll Be Waiting».
12 лютого 2012 року на 54-тій церемонії премії «Греммі» Епворт отримав чотири премії «Греммі»: як продюсер року, за альбом року (альбом Адель «21»), за пісню року та запис року (трек «Rolling in the Deep»).
У 2013 році Епворт та Адель здобули премію «Золотий глобус» за найкращу оригінальну композицію на 70-тій церемонії премії «Золотий глобус» за пісню «Skyfall». Вони також здобули премію «Оскар» за найкращу оригінальну композицію «Skyfall» на 85-тій церемонії вручення нагород Academy Awards.
У 2016 Епворт випустив два треки для британського рок-гурту The Stone Roses — «Beautiful Thing» та «All for One» та став виконавчим продюсером альбому британського інді — рок гурту Glass Animals — «How To Be A Human Being».

## Дискографія

### Альбоми
| Рік  | Виконавець               | Композиція                                                                                                  |
| ---- | ------------------------ | --- |
| 2004 | The Futureheads          | The Futureheads (679 Recordings)                                                                            |
| 2004 | Babyshambles             | «Killamangiro» Сингл (Rough Trade Records)                                                                  |
| 2005 | Bloc Party               | Silent Alarm (Wichita)                                                                                      |
| 2005 | Red Organ Serpent Sound  | In Search of Orgazmus (Vertigo Records)                                                                     |
| 2005 | Death from Above 1979    | You're Lovely (But You've Got Problems) (Vice Records)                                                      |
| 2005 | Maxïmo Park              | A Certain Trigger (Warp Records)                                                                            |
| 2005 | The Rakes                | Capture/Release (V2)                                                                                        |
| 2005 | The Long Blondes         | «Separated by Motorways» (Rough Trade Records)                                                              |
| 2005 | Kano                     | Home Sweet Home (один трек: «Я не знаю чому») (679 Recordings)                                              |
| 2006 | Acoustic Ladyland        | Skinny Grin (6 треків) (V2)                                                                                 |
| 2006 | Plan B                   | Who Needs Actions When You Got Words (679 Recordings)                                                       |
| 2006 | The Rapture              | Pieces of the People We Love (Motown/Universal)                                                             |
| 2006 | White Rose Movement      | Kick (Independiente)                                                                                        |
| 2007 | Black Strobe             | Burn Your Own Church (Playlouderecordings)                                                                  |
| 2007 | Kate Nash                | Made of Bricks (Polydor)                                                                                    |
| 2007 | Shy Child                | Noise Won't Stop (2 треки) (Play It Again Sam)                                                              |
| 2008 | Sam Sparro               | Sam Sparro (Island Records) (2 треки)                                                                       |
| 2008 | Primal Scream            | Beautiful Future (2 треки) (B-Unique)                                                                       |
| 2008 | Bloc Party               | Intimacy (Witchita)                                                                                         |
| 2008 | Friendly Fires           | «Jump in the Pool» Сингл (XL Recordings)                                                                    |
| 2009 | Friendly Fires           | «Skeleton Boy» Сингл (XL Recordings)                                                                        |
| 2009 | Friendly Fires           | «Kiss Of Life» Сингл (XL Recordings)                                                                        |
| 2009 | Jack Peñate              | «Tonight's Today» Сингл (XL Recordings)                                                                     |
| 2009 | Jack Peñate              | Everything Is New (XL Recordings)                                                                           |
| 2009 | Florence and the Machine | Lungs (Island Records)                                                                                      |
| 2009 | The Big Pink             | «Dominos» Сингл (4AD)                                                                                       |
| 2009 | The Big Pink             | «Stop The World» Сингл (4AD)                                                                                |
| 2009 | Annie                    | Don't Stop                                                                                                  |
| 2010 | Plan B                   | The Defamation of Strickland Banks (679 Artists/Atlantic Records)                                           |
| 2010 | Cee Lo Green             | The Lady Killer (Elektra)                                                                                   |
| 2010 | Adele                    | «Rolling in the Deep» Сингл (XL Recordings / Columbia)                                                      |
| 2011 | Chapel Club              | Palace (Loog Records / Mercury Records)                                                                     |
| 2011 | Adele                    | 21 (XL Recordings / Columbia)                                                                               |
| 2011 | Foster the People        | Torches (Columbia)                                                                                          |
| 2011 | Friendly Fires           | Pala (XL Recordings)                                                                                        |
| 2011 | Florence and the Machine | Ceremonials (Island Records)                                                                                |
| 2012 | The Big Pink             | Future This (4AD)                                                                                           |
| 2012 | Bruno Mars               | Natalie (Atlantic Records)                                                                                  |
| 2012 | John Legend              | «Who Did That to You?» (Universal Republic)                                                                 |
| 2012 | Adele                    | Skyfall Single (XL)                                                                                         |
| 2013 | Paul McCartney           | New (Virgin Records)                                                                                        |
| 2014 | Coldplay                 | Ghost Stories (Parlophone / Atlantic Records)                                                               |
| 2014 | U2                       | Songs of Innocence (Island Records)                                                                         |
| 2014 | Glass Animals            | Zaba (Wolf Tone)                                                                                            |
| 2014 | Foster The People        | Supermodel (Columbia Records)                                                                               |
| 2014 | FKA twigs                | «Pendulum» Single (Young Turks)                                                                             |
| 2014 | Lana Del Rey             | «Black Beauty» (Interscope)                                                                                 |
| 2014 | Lorde                    | «Yellow Flicker Beat» single from The Hunger Games: Mockingjay, Part 1 — Original Motion Picture Soundtrack |
| 2015 | Florence and the Machine | «Mother» from How Big, How Blue, How Beautiful (Island Records)                                             |
| 2015 | Adele                    | 25 (XL Recordings)                                                                                          |
| 2016 | Thurston Moore           | Rock 'n' Roll Consciousness (Matador Records)                                                               |
| 2016 | Glass Animals            | «How to Be a Human Being» (Wolf Tone)                                                                       |
| 2016 | The Stone Roses          | «All For One» & «Beautiful Thing» (Virgin Records)                                                          |
| 2016 | Usher                    | «Chains» Ft Nas & Bibi Bourelly (RCA Records)                                                               |
| 2017 | London Grammar           | «Rooting for You» (Metal & Dust / Ministry of Sound)                                                        |
| 2017 | London Grammar           | «Truth Is a Beautiful Thing» (Metal & Dust / Ministry of Sound)                                             |
| 2017 | The Horrors              | V (Wolf Tone)                                                                                               |
| 2017 | Thurston Moore           | Rock n Roll Consciousness                                                                                   |
| 2018 | Jay Electronica          | Letter to Falon                                                                                             |
| 2018 | Jorja Smith              | Let Me Down                                                                                                 |
| 2018 | James Bay                | Electric Light                                                                                              |

### Ремікси
| Рік  | Виконавець                                   | Назва композиції                                          |
| ---- | -------------------------------------------- | --------------------------------------------------------- |
| 2004 | Bloc Party                                   | «Banquet» / Бенкет                                        |
| 2004 | Annie                                        | «Heartbeat» / Серцебиття                                  |
| 2004 | Death from Above 1979                        | «Romantic Rights» / Правила романтика                     |
| 2004 | The Futureheads                              | «Decent Days and Nights» / Звичайні дні і ночі            |
| 2004 | The Futureheads                              | «Hounds of Love»                                          |
| 2005 | Gang of Four                                 | «Not Great Men» / Не великі люди                          |
| 2005 | Goldfrapp                                    | «Ooh La La»                                               |
| 2005 | The Kills                                    | «Love Is a Deserter» / Любов — дезертир                   |
| 2005 | New Order                                    | «Krafty» / Видимість                                      |
| 2005 | The Killers                                  | «Smile Like You Mean It» / Посміхнись, ніби тобі весело   |
| 2005 | The Rakes                                    | «Retreat» / Відступлення                                  |
| 2005 | The Others                                   | «This Is for the Poor» / Це для бідних                    |
| 2005 | Tom Vek                                      | «I Ain't Saying My Goodbyes» / Я не прощаюся              |
| 2005 | Tom Vek                                      | «Nothing But Green Lights» / Нічого, окрім зелених вогнів |
| 2005 | White Rose Movement                          | «Alsatian»                                                |
| 2005 | U2                                           | «City of Blinding Lights» / Місто засліплюючих вогнів     |
| 2006 | Black Strobe                                 | «Shining Bright Star» / Блискуча яскрава зірка            |
| 2006 | Bloc Party                                   | «The Prayer» / Молитва                                    |
| 2006 | Muse                                         | «Supermassive Black Hole» / Надмасивна чорна діра         |
| 2006 | Wolf & Cub                                   | «Thousand Cuts» / Тисяча порізів                          |
| 2007 | Peter Bjorn and John feat. Victoria Bergsman | «Young Folks» / Молодь                                    |
| 2007 | Diddy                                        | «Tell Me» / Скажи мені                                    |
| 2007 | New Young Pony Club                          | «The Bomb» / Бомба                                        |
| 2007 | Nine Inch Nails                              | «Capital G»                                               |
| 2007 | Interpol                                     | «The Heinrich Maneuver» / Прийом Геймліха                 |
| 2008 | Pin Me Down                                  | «Cryptic»/ Загадковий                                     |
| 2008 | Jape                                         | I Was A Man / Я був чоловіком                             |
| 2008 | The Black Ghosts                             | «Repetition Kills You»/ Повторення вбиває тебе            |
| 2008 | Friendly Fires                               | «Skeleton Boy»                                            |
| 2008 | Bloc Party                                   | «Talons» / Кігті                                          |
| 2008 | Santigold                                    | «Say Aha»                                                 |
| 2013 | U2                                           | «Ordinary Love» / Звичайна любов                          |
| 2014 | Coldplay                                     | «Midnight»/ Північ                                        |

## Номінації та нагороди

### Teen Choice Awards
| Рік  | Номінація             | Нагорода                       | Результат |
| ---- | --------------------- | ------------------------------ | --------- |
| 2011 | «Rolling in the Deep» | Найкраща пісня про розставання | Номінація |

### UK Music Video Awards
| Рік  | Номінація             | Нагорода                               | Результат |
| ---- | --------------------- | -------------------------------------- | --------- |
| 2011 | «Rolling in the Deep» | Найкраще поп відео                     | Перемога  |
| 2011 | «Rolling in the Deep» | Найкраща операторська робота у відео   | Перемога  |
| 2011 | «Rolling in the Deep» | Best Art Direction & Design in a Video | Номінація |

### Soul Train Music Awards
| Рік  | Номінація             | Нагорода   | Результат |
| ---- | --------------------- | ---------- | --------- |
| 2011 | «Rolling in the Deep» | Пісня року | Номінація |
| 2011 | «Rolling in the Deep» | Запис року | Номінація |

### VEVO Certified Awards
| Рік  | Номінація             | Нагорода               | Результат |
| ---- | --------------------- | ---------------------- | --------- |
| 2012 | «Rolling in the Deep» | 100,000,000 переглядів | Перемога  |

### MTV's Song of the Year
| Рік  | Номінація             | Нагорода   | Результат |
| ---- | --------------------- | ---------- | --------- |
| 2011 | «Rolling in the Deep» | Пісня року | Перемога  |

### MTV Video Music Awards
| Рік  | Номінація             | Нагорода                                 | Результат |
| ---- | --------------------- | ---------------------------------------- | --------- |
| 2011 | «Rolling in the Deep» | Відео року                               | Номінація |
| 2011 | «Rolling in the Deep» | Найкраще жіноче відео                    | Номінація |
| 2011 | «Rolling in the Deep» | Найкраще поп відео                       | Номінація |
| 2011 | «Rolling in the Deep» | Найкраща режисерська робота              | Номінація |
| 2011 | «Rolling in the Deep» | Найкраща робота художника — постановника | Перемога  |
| 2011 | «Rolling in the Deep» | Найкраща робота оператора                | Перемога  |
| 2011 | «Rolling in the Deep» | Найкращий монтаж                         | Перемога  |

### BT Digital Music Awards
| Рік  | Номінація             | Нагорода       | Результат |
| ---- | --------------------- | -------------- | --------- |
| 2011 | «Rolling in the Deep» | Найкраща пісня | Номінація |
| 2011 | «Rolling in the Deep» | Найкраще відео | Номінація |

### Swiss Music Awards
| Рік  | Номінація             | Нагорода    | Результат |
| ---- | --------------------- | ----------- | --------- |
| 2012 | «Rolling in the Deep» | Music Award | Перемога  |

### Satellite Awards
| Рік  | Номінація | Нагорода                   | Результат |
| ---- | --------- | -------------------------- | --------- |
| 2012 | «Skyfall» | Найкраща оригінальна пісня | Номінація |

### Critics' Choice Movie Awards
| Рік  | Номінація | Нагорода       | Результат |
| ---- | --------- | -------------- | --------- |
| 2012 | «Skyfall» | Найкраща пісня | Перемога  |

### Golden Globes Awards
| Рік  | Номінація | Нагорода                   | Результат |
| ---- | --------- | -------------------------- | --------- |
| 2013 | «Skyfall» | Найкраща оригінальна пісня | Перемога  |

### Grammy Awards
| Рік  | Номінація             | Нагорода                                      | Результат |
| ---- | --------------------- | --------------------------------------------- | --------- |
| 2012 | «Rolling in the Deep» | Запис року                                    | Перемога  |
| 2012 | «Rolling in the Deep» | Пісня року                                    | Перемога  |
| 2012 | «21»                  | Альбом року                                   | Перемога  |
| 2012 | Paul Epworth          | Продюсер року                                 | Перемога  |
| 2014 | «Skyfall»             | Найкраща пісня написана для кіно, телебачення | Перемога  |
| 2017 | «25»                  | Альбом року                                   | Перемога  |

### Houston Film Critics Society
| Рік  | Номінація | Нагорода                   | Результат |
| ---- | --------- | -------------------------- | --------- |
| 2012 | «Skyfall» | Найкраща оригінальна пісня | Перемога  |

### Нагорода Айвор Новелло
| Рік  | Номінація             | Нагорода                          | Результат |
| ---- | --------------------- | --------------------------------- | --------- |
| 2012 | «Rolling in the Deep» | PRS for Music Most Performed Work | Перемога  |
| 2012 | «Rolling in the Deep» | Best Song Musically and Lyrically | Номінація |

### Q Awards
| Рік  | Номінація             | Нагорода       | Результат |
| ---- | --------------------- | -------------- | --------- |
| 2011 | «Rolling in the Deep» | Найкращий трек | Перемога  |

### Academy Awards
| Рік  | Номінація | Нагорода                                                                       | Результат |
| ---- | --------- | ------------------------------------------------------------------------------ | --------- |
| 2013 | «Skyfall» | Досягнення в музиці написаній для кінофільмів: найкраща оригінальна композиція | Перемога  |

### Billboard Music Awards
| Рік  | Номінація             | Нагорода                     | Результат |
| ---- | --------------------- | ---------------------------- | --------- |
| 2012 | «Rolling in the Deep» | Найкраща пісня Hot 100       | Номінація |
| 2012 | «Rolling in the Deep» | Найкраща пісня Hot 100       | Номінація |
| 2012 | «Rolling in the Deep» | Найкраща альтернативна пісня | Перемога  |
| 2012 | «Rolling in the Deep» | Найкраща поп пісня           | Номінація |
| 2012 | «Rolling in the Deep» | Найкраща пісня Radio Songs   | Номінація |
| 2012 | «Rolling in the Deep» | Найкраща пісня Digital Songs | Номінація |
| 2012 | «Rolling in the Deep» | Top Streaming Song (Аудіо)   | Перемога  |
| 2012 | «Rolling in the Deep» | Top Streaming Song (Відео)   | Номінація |

### World Soundtrack Academy Awards
| Рік  | Номінація | Нагорода                                                          | Результат |
| ---- | --------- | ----------------------------------------------------------------- | --------- |
| 2013 | «Skyfall» | Найкраща оригінальна композиція написана безпосередньо для фільму | Перемога  |

### People's Choice Awards
| Рік  | Номінація             | Нагорода               | Результат |
| ---- | --------------------- | ---------------------- | --------- |
| 2012 | «Rolling in the Deep» | Улюблена пісня року    | Номінація |
| 2012 | «Rolling in the Deep» | Улюблене музичне відео | Номінація |

### BMI London Awards
| Рік  | Номінація             | Нагорода            | Результат |
| ---- | --------------------- | ------------------- | --------- |
| 2012 | «Rolling in the Deep» | Award-Winning Songs | Перемога  |

### BMI Pop Awards
| Рік  | Номінація             | Нагорода            | Результат |
| ---- | --------------------- | ------------------- | --------- |
| 2012 | «Rolling In The Deep» | Award-Winning Songs | Перемога  |